# Albanerpetontidae
Die Albanerpetontidae sind eine ausgestorbene Familie der modernen Amphibien (Lissamphibia). Fossilien dieser eher kleinwüchsigen Tiere sind vom Mitteljura bis zum Pliozän bekannt. Sie wurden in Nordamerika, Europa, Marokko und Usbekistan gefunden. Die Typusgattung ist Albanerpeton.

## Merkmale

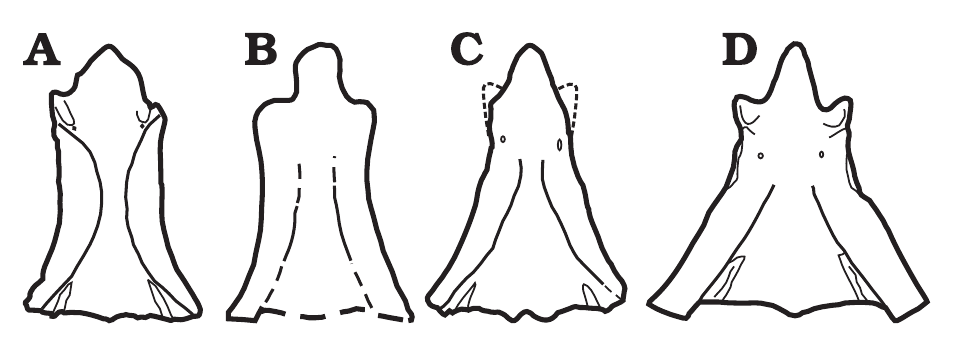
Formenvielfalt bei den Frontalia der Albanerpetontidae (jeweils in Ventralansicht; rostrales Ende ist oben; nicht maßstäblich): A) Anoualerpeton, B) Celtedens, C) Wesserpeton, D) Albanerpeton.

Die Vertreter der Albanerpetontidae besaßen einen lang gestreckten und biegsamen Körper und sahen wahrscheinlich den heutigen Salamandern recht ähnlich. Der Rumpf hat sehr kurze Rippen. Der Schwanz verjüngt sich nach hinten stark und die Gliedmaßen sind kräftig gebaut. Als speziell diagnostisch für Albanerpetontiden gilt die Kombination aus den folgenden vier Merkmalen:
- Die normalerweise paarigen Frontalia sind zu einem einzelnen, mehr oder weniger dreieckigen Element im interorbitalen Bereich des Schädeldaches verschmolzen (sogenanntes azygisches Frontale[2]), das einen mehr oder weniger deutlich abgesetzten rostralen Fortsatz, den Processus internasalis, aufweist.
- Die beiden Unterkieferäste sind im Bereich der Symphyse (Intermandibulargelenk) fest miteinander verzahnt.
- Die Zähne sind dreispitzig (tricuspid) und, im Gegensatz zum typischen Zustand bei modernen Amphibien, nicht pedicellat. Die Zahnbefestigung ist pleurodont.
- Die ersten beiden Halswirbel bilden eine Art Atlas-Axis-Komplex, der oberflächlich dem der Säugetiere ähnelt.

## Systematik

### Äußere Systematik und taxonomische Geschichte
Aufgrund seiner Ähnlichkeit mit einem Salamander wurde der erste Albanerpetontide im Jahr 1864 unter dem Namen Triton megacephalus (= Celtedens megacephalus) beschrieben. * Erst in den 1960er Jahren wurden die nächsten Exemplare von Albanerpetontiden bei Grabungen gefunden. Es handelte sich um isolierte Schädel- und Langknochen, die zusammen mit isolierten Wirbelknochen von  „echten“ Salamandern eingebettet waren. Folglich wurde das gesamte Material als Überreste von Vertretern einer ausgestorbenen Linie der Salamander gedeutet und in eine eigene Familie der Schwanzlurche (Urodela bzw. Caudata), die Prosirenidae gestellt, so zunächst auch die 1976 aufgestellte Gattung Albanerpeton. Teile des Albanerpeton-Materials lagen allerdings artikuliert (im anatomischen Zusammenhang) vor, unter anderem auch Wirbel- und Schädelknochen. Infolgedessen konnte Anfang der 1980er Jahre zum einen die irrige Zuordnung der in den 60er Jahren gefundenen Schädel- und Langknochen korrigiert werden, die nunmehr als der Gattung Albanerpeton zugehörig erkannt wurden, und zum anderen wurde klar, dass es sich bei all diesen Knochen überhaupt nicht um Reste von Salamandern handelt, sondern um eine bis dahin unbekannte Entwicklungslinie der Lissamphibia, der nunmehr zudem auch „Triton“ megacephalus zugeordnet wurde. In der Konsequenz ist die Familie Albanerpetontidae errichtet worden, die man in eine eigene Ordnung, die Allocaudata, stellte, um sie von den Schwanzlurchen abzugrenzen. Der Einsatz kladistischer Methoden zu Ermittlung der Verwandtschaftsverhältnisse innerhalb der modernen Amphibien (Lissamphibia) ab dem Jahr 2000 ergab, dass die Albanerpetontidae entweder die Schwestergruppe der Batrachia, d. h. der gemeinsamen Klade aus Schwanzlurchen und Froschlurchen, sind oder aber die Schwestergruppe aller modernen Amphibien, einschließlich der Schleichenlurche:
|           | ? Albanerpetontidae                                            |
|           |                                                                |
| Batrachia | \| \| Schwanzlurche \| \| \| \| \| \| Froschlurche \| \| \| \| |
|           | \| \| Schwanzlurche \| \| \| \| \| \| Froschlurche \| \| \| \| |
|           | Schwanzlurche                                                  |
|           |                                                                |
|           | Froschlurche                                                   |
|           |                                                                |

|  | Schwanzlurche |
|  |               |
|  | Froschlurche  |
|  |               |

|           | ? Albanerpetontidae                                            |
|           |                                                                |
| Batrachia | \| \| Schwanzlurche \| \| \| \| \| \| Froschlurche \| \| \| \| |
|           | \| \| Schwanzlurche \| \| \| \| \| \| Froschlurche \| \| \| \| |
|           | Schwanzlurche                                                  |
|           |                                                                |
|           | Froschlurche                                                   |
|           |                                                                |

|  | Schwanzlurche |
|  |               |
|  | Froschlurche  |
|  |               |

|           | ? Albanerpetontidae                                            |
|           |                                                                |
| Batrachia | \| \| Schwanzlurche \| \| \| \| \| \| Froschlurche \| \| \| \| |
|           | \| \| Schwanzlurche \| \| \| \| \| \| Froschlurche \| \| \| \| |
|           | Schwanzlurche                                                  |
|           |                                                                |
|           | Froschlurche                                                   |
|           |                                                                |

|  | Schwanzlurche |
|  |               |
|  | Froschlurche  |
|  |               |

|           | ? Albanerpetontidae                                            |
|           |                                                                |
| Batrachia | \| \| Schwanzlurche \| \| \| \| \| \| Froschlurche \| \| \| \| |
|           | \| \| Schwanzlurche \| \| \| \| \| \| Froschlurche \| \| \| \| |
|           | Schwanzlurche                                                  |
|           |                                                                |
|           | Froschlurche                                                   |
|           |                                                                |

|  | Schwanzlurche |
|  |               |
|  | Froschlurche  |
|  |               |

In jedem Fall werden Albanerpetontiden weiterhin als Vertreter der Lissamphibia betrachtet.

### Innere Systematik

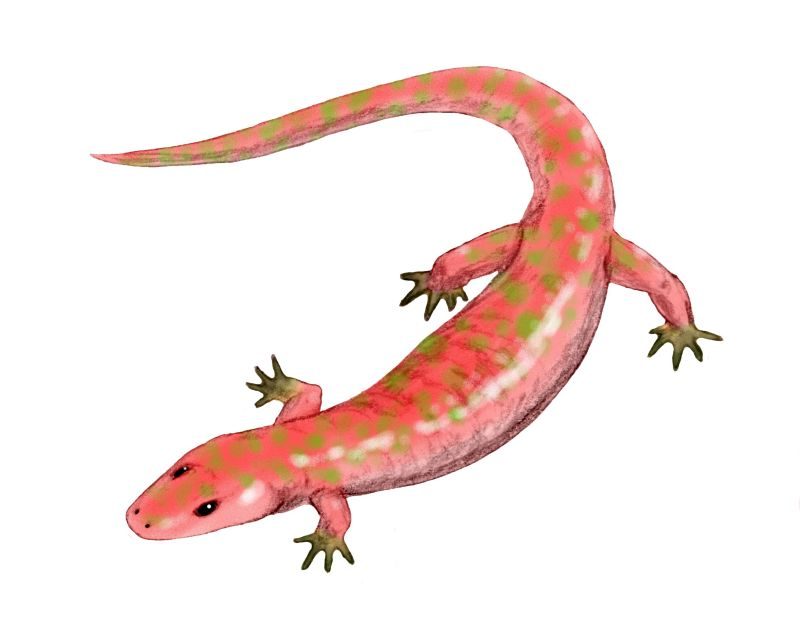
Lebendrekonstruktion von Albanerpeton

Aktuell (Stand 2015) werden bei den Albanerpetontiden vier Gattungen unterschieden:
- Albanerpeton  Estes & Hoffstetter, 1976
- Anoualerpeton  Gardner et al., 2003
- Celtedens  McGowan & Evans, 1995
- Wesserpeton  Sweetman & Gardner, 2013

Ferner als Albanerpetontiden beschrieben wurden 1981 Nukusurus und Bishara aus der Oberkreide von Usbekistan. Das Material, auf dem die Gattung Nukusurus errichtet wurde (Unterkieferäste), weist jedoch keine diagnostischen Merkmale auf, die es auf Gattungsebene von anderen Albanerpetontiden unterscheidbar machen, weshalb Nukusuurus sowie deren Arten N. insuetus und N. sodalis zu Nomina dubia erklärt wurden. Die Gattung Bishara hingegen wurde als Vertreter der modernen Salamander identifiziert. Bislang nicht eindeutig geklärt ist die Stellung der 1969 beschriebenen Gattung Ramonellus aus der oberen Unterkreide von Israel. Sie ist einerseits mehrfach als enger Verwandter von Albanerpeton eingestuft worden, wird andererseits aber auch als „primitiver“ Vertreter der Urodela betrachtet.